# SABC
SABC(남아프리카 방송 공사, 영어: South African Broadcasting Corporation, 아프리칸스어: Suid-Afrikaanse Uitsaaikorporasie, SAUK)는 남아프리카 공화국의 공영 방송으로 19개의 라디오 방송국과 4개의 텔레비전 방송을 거느리고 있다.
공식 약칭은 영어 명칭인 'South African Broadcasting Corporation'의 약칭 SABC를 사용하지만, 아프리칸스어식 공식 명칭은 Suid-Afrikaanse Uitsaaikorporasie이며 약칭은 "SAUK"였다. 보통 SABC를 기본으로 사용하나, 아프리칸스어 방송시에는 SAUK이란 명칭을 사용하기도 한다.

## 역사
SABC는 1923년에 설립되었고, 1936년에 첫 라디오 방송을 실시하였다. 처음에는 영어와 아프리칸스어로 방송되었다. 1950년 7월부터는 자체 뉴스 프로그램을 제작하였고 1960년부터 아프리카 부족 언어 별로 방송국, 지역 FM 음악 방송국 등을 개국하였다.
1979년까지는 나미비아에도 방송 서비스를 직접 운영해왔으나, 1979년 이후 나미비아 지역 방송은 남서아프리카 방송 공사(SWABC)로 별도로 운영하게 되었다. 이 방송국은 1990년에 나미비아가 독립하면서 나미비아 방송 공사(NBC)가 되었다.

## 라디오

### 국제 방송
- 채널 아프리카(Channel Africa) : SABC가 운영하는 국제 방송 서비스이다. 이 채널의 전신은 1966년 5월 1일에 개국한 Radio RSA(또는 남아프리카의 소리, The Voice of South Africa)였다. 당시만해도 아파르트헤이트 정권의 선전 방송 및 아프리카 민족회의 비하 방송 등을 행해왔으나, 1992년 10월 1일에 Radio RSA를 대신하여 채널 아프리카를 개국하였다.

채널 아프리카 방송은 단파 방송(중남부 아프리카 일대), 위성 방송(유럽 및 마그레브를 포함한 아프리카 일대), 인터넷 방송(전세계)으로 청취할 수 있으며 츠와나어, 로지어, 스와힐리어, 영어, 프랑스어, 포르투갈어 등의 언어로 방송한다.

### 국내 방송
| 채널명                   | 언어               | 주파수                      | 개국년도         | 방송 성격             | 웹사이트                                                                   | 웹캐스트                        |
| SAfm                     | 영어               | FM 104~107 MHz              | 1936년           | 뉴스 및 토크          | www.safm.co.za                                                             | 보관됨 2010-01-30 - 웨이백 머신 |
| 5FM                      | 영어               | FM 98 MHz (요하네스버그)    | 1975년 10월 13일 | 현대 인기 가요        | www.5fm.co.za                                                              | 보관됨 2010-01-30 - 웨이백 머신 |
| Good Hope FM             | 영어, 아프리칸스어 | FM 94~97 MHz                | 1965년           | 현대 인기 가요        | www.goodhopefm.co.za                                                       | 보관됨 2013-08-28 - 웨이백 머신 |
| Metro FM                 | 영어               | 지역별로 다름               | 1986년 10월      | en:Urban contemporary | www.metrofm.co.za                                                          | 보관됨 2013-05-31 - 웨이백 머신 |
| RSG                      | 아프리칸스어       | 단파 방송 및 FM 100~104 MHz | 1937년           | 공공 방송 서비스      | www.rsg.co.za                                                              | 보관됨 2012-06-12 - 웨이백 머신 |
| Radio 2000               | 영어               | 1986년                      | FM 97.2~100 MHz  | 음악, 뉴스, 스포츠    | www.radio2000.co.za                                                        |                                 |
| Ukhozi FM                | 줄루어             | 지역별로 다름               | 1960년           |                       | www.ukhozifm.co.za                                                         | 보관됨 2011-07-20 - 웨이백 머신 |
| Umhlobo Wenene FM        | 코사어             |                             | 1960년           |                       | www.uwfm.co.za                                                             |                                 |
| Thobela FM               | 북소토어           | FM 87.6~92.1 MHz            | 1960년           |                       | www.thobelafm.co.za                                                        |                                 |
| Lesedi FM                | 소토어             | FM 87.7~106.6 FM            | 1960년           |                       | www.lesedifm.co.za                                                         |                                 |
| Motsweding FM            | 츠와나어           |                             | 1962년           |                       | www.motswedingfm.co.za                                                     |                                 |
| Phalaphala FM            | 벤다어             |                             | 1965년 2월 2일   |                       | www.phalaphalafm.co.za                                                     |                                 |
| Munghana Lonene FM       | 총가어             |                             | 1965년 2월 1일   |                       | www.munghanalonenefm.co.za                                                 |                                 |
| Ligwalagwala FM          | 스와티어           | FM 87.7~104.0 MHz           | 1982년           |                       | www.ligwalagwalafm.co.za                                                   |                                 |
| iKwekwezi FM             | 남은데벨레어       | FM 90.6~107.7 MHz           | 1983년 4얼 1일   |                       | www.ikwekwezifm.co.za                                                      |                                 |
| Lotus FM                 | 영어 (인도인 대상) | FM 87.7~106.8 MHz           | 1983년           |                       | www.lotusfm.co.za                                                          | 보관됨 2012-06-17 - 웨이백 머신 |
| X-K FM                   | !쿵어, 코에어      |                             |                  |                       | http://www.sabc.co.za/wps/portal/SABC/xkfm 보관됨 2015-08-29 - 웨이백 머신 |                                 |
| tru fm (formerly CKI FM) | 영어, 코사어       | FM 89.9~104.1 MHz           | 2008년           |                       | www.trufm.co.za                                                            |                                 |

## 텔레비전

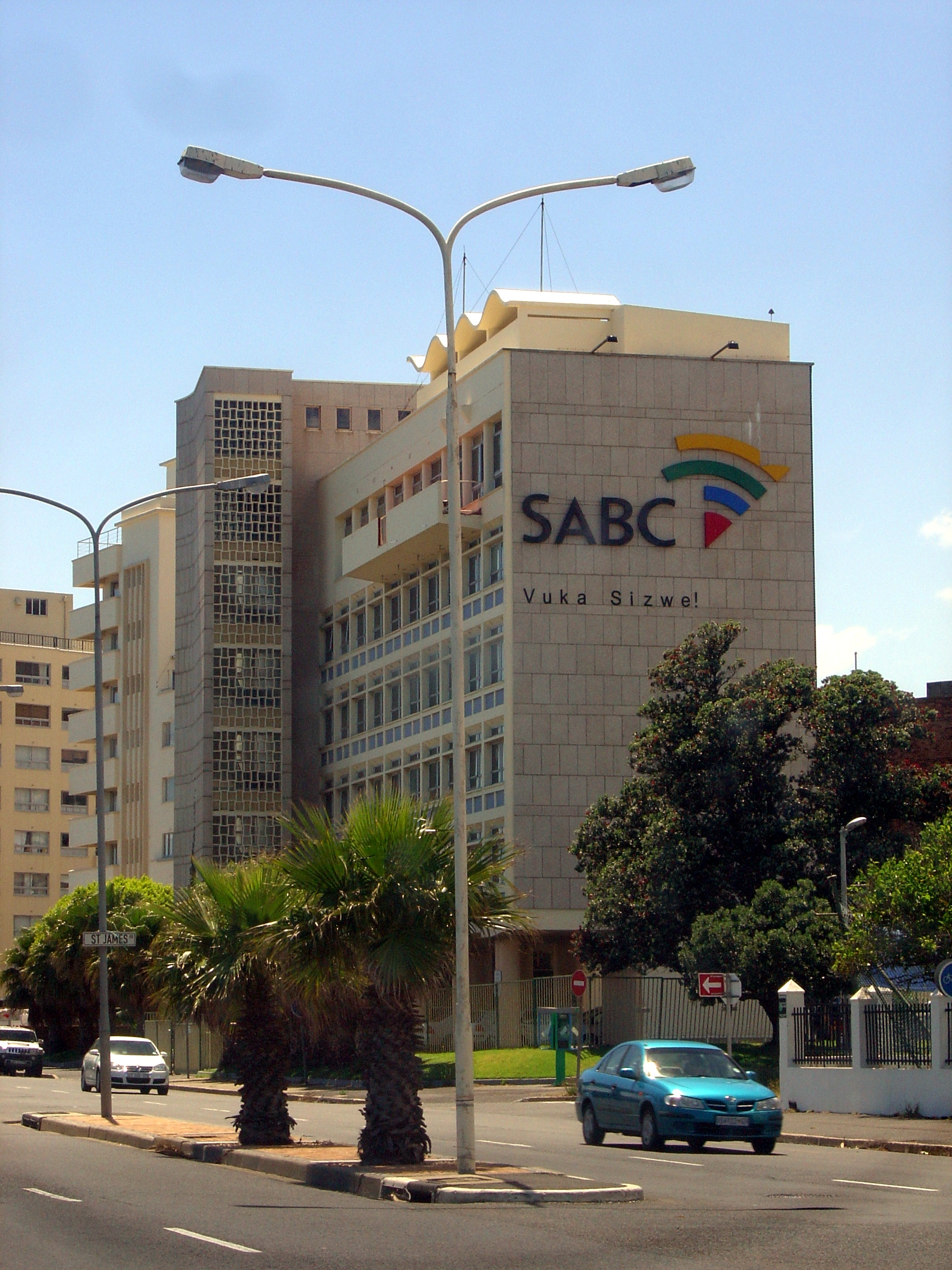
케이프타운 시 포인트(Sea Point)의 SABC 사무소

SABC의 텔레비전 채널은 1975년 5월 5일에 시험 방송을 실시하였고, 1976년 1월 6일에 남아프리카 공화국 최초의 텔레비전 방송을 시작하였다.
남아프리카 공화국의 텔레비전 방송이 다른 나라, 특히 다른 아프리카 국가들보다도 늦었던 이유는, 당시 남아프리카 공화국의 지배층인 보어인들의 금욕주의 정책에 의거하여 텔레비전을 '악마의 산물', '독가스'로 비유하여 도입을 반대하였기 때문이다.
1976년 개국 당시부터 1996년까지는 4개의 채널로 구성되어 있는데, 당시 아파르트헤이트를 반영하여 인종과 민족을 구분하여 채널을 나누었다. 1978년에 상업광고를 개시하였다.
- TV1 (영어, 아프리칸스어) : 유럽계(보어인) 대상 채널
- TV2 (줄루어, 코사어) : 줄루족, 코사족 대상 채널
- TV3 (소토어, 츠와나어) : 소토족, 츠와나족 대상 채널.
- TV4 : 도시 내의 아프리카계 대상 채널.

1986년까지 남아공의 텔레비전 방송을 독점하였으나, 유료 상업방송 M-Net의 개국으로 독점 체제가 무너졌다.
1996년부터는 대개편으로 3개의 채널로 나뉘었으며, 현재까지 이어져 오고 있다. 3개의 채널 목록은 아래와 같다.
- SABC 1 : 토착어 위주, 일부 영어.
- SABC 2 : 영어, 소토어, 벤다어, 아프리칸스어
- SABC 3 : 영어, 아프리칸스어